# Geeta Rao Gupta
Geeta Rao Gupta (née en 1956 à Bombay, en Inde) est une figure de proue dans le domaine du genre, des questions féminines et du sida, qui occupe le poste d'ambassadrice itinérante des États-Unis pour les questions mondiales relatives aux femmes depuis mai 2023. Elle est auparavant directrice exécutive du programme 3D pour les filles et les femmes et chercheuse principale à la Fondation des Nations unies depuis 2017. Elle est fréquemment consultée sur des questions liées à la prévention du sida et à la vulnérabilité des femmes au VIH et milite en faveur de l'autonomisation économique et sociale des femmes pour lutter contre les maladies, la pauvreté et la faim. 